# Elecciones en Cantabria

Bandera de la comunidad autónoma de Cantabria (España).

Las elecciones en Cantabria son los comicios que se celebran en la comunidad autónoma de Cantabria (España). Las elecciones autonómicas son cada cuatro años, coincidiendo con las elecciones municipales. De esta forma, en las elecciones autonómicas se eligen los diputados del Parlamento de Cantabria. Los 35 diputados que constituyen el Parlamento de Cantabria actualmente son elegidos por sufragio universal, igual, libre, directo y secreto. Las primeras elecciones al Parlamento de Cantabria se celebraron el 8 de mayo de 1983. En anteriores legislaturas (entre 1987 y 2011) se elegían 39 diputados.

## Historial de elecciones autonómicas
| Elecciones al Parlamento de Cantabria |               |                                                                             |         |                                                                             |         |                                                            |
| Año                                   | Participación | Lista más votada                                                            | Votos   | Lista con más escaños                                                       | Escaños | Presidente elegido                                         |
| 1983                                  | -             | Coalición Popular (Alianza Popular-Partido Demócrata Popular-Unión Liberal) | 123 228 | Coalición Popular (Alianza Popular-Partido Demócrata Popular-Unión Liberal) | 18      | José Antonio Rodríguez (independiente en las listas de AP) |
| 1987                                  | 76,89 %       | Alianza Popular                                                             | 122 964 | Alianza Popular                                                             | 19      | Juan Hormaechea (independiente en las listas de AP)        |
| 1991                                  | 72,3 %        | Partido Socialista de Cantabria-PSOE                                        | 102 553 | Partido Socialista de Cantabria-PSOE                                        | 16      | Juan Hormaechea (UPCA)                                     |
| 1995                                  | 74,33 %       | Partido Popular                                                             | 103 632 | Partido Popular                                                             | 13      | José Joaquín Martínez Sieso (PP)                           |
| 1999                                  | 70,69 %       | Partido Popular                                                             | 134 924 | Partido Popular                                                             | 19      | José Joaquín Martínez Sieso (PP)                           |
| 2003                                  | 72,96 %       | Partido Popular                                                             | 146 796 | Partido Popular                                                             | 18      | Miguel Ángel Revilla (PRC)                                 |
| 2007                                  | 71,62 %       | Partido Popular                                                             | 143 610 | Partido Popular                                                             | 17      | Miguel Ángel Revilla (PRC)                                 |
| 2011                                  | 73,1 %        | Partido Popular                                                             | 156 199 | Partido Popular                                                             | 20      | Ignacio Diego (PP)                                         |
| 2015                                  | 70,97 %       | Partido Popular                                                             | 104 438 | Partido Popular                                                             | 13      | Miguel Ángel Revilla (PRC)                                 |
| 2019                                  | 65,70 %       | Partido Regionalista de Cantabria                                           | 122 679 | Partido Regionalista de Cantabria                                           | 14      | Miguel Ángel Revilla (PRC)                                 |

## Elecciones autonómicas: votos y escaños

### Elecciones autonómicas de 1983
| Elecciones de 1983                           |         |       |         |      |
| Partido                                      | Votos   | %     | Escaños | Dif. |
| Coalición Popular (AP-PDP-UL)                | 123 228 | 44,20 | 18      | -    |
| Partido Socialista Obrero Español (PSC-PSOE) | 107 523 | 31,35 | 15      | -    |
| Partido Regionalista de Cantabria (PRC)      | 18 842  | 13,64 | 2       | -    |

Se celebraron el 8 de mayo de 1983. En estos comicios la cámara estaba compuesta por 35 diputados, por lo que a partir de 18 escaños era mayoría absoluta. De esta manera Coalición Popular (que a partir de 1989 pasó a llamarse PP) formado por una federación de partidos conservadores AP-PDP-UL logró la mayoría absoluta en el Parlamento de Cantabria. José Antonio Rodríguez Martínez fue investido Presidente de Cantabria (independiente en las listas de AP). En febrero de 1984 dimitió de su cargo, y fue reemplazado por Ángel Díaz de Entresotos y Mier de Alianza Popular (AP).

### Elecciones autonómicas de 1987
| Elecciones de 1987                           |         |       |         |      |
| Partido                                      | Votos   | %     | Escaños | Dif. |
| Coalición Popular (AP-PDP-UL)                | 122 964 | 44,20 | 19      | +1   |
| Partido Socialista Obrero Español (PSC-PSOE) | 87 230  | 31,35 | 13      | -2   |
| Partido Regionalista de Cantabria (PRC)      | 37 950  | 13,64 | 5       | +3   |
| Centro Democrático y Social (CDS)            | 19 370  | 6,96  | 2       | -    |

Se celebraron el 10 de junio de 1987. En estos comicios se estableció que la cámara tuviese 39 diputados, cuatro más que en las anteriores elecciones. Coalición Popular no alcanzó la mayoría absoluta con 19 diputados. El PRC experimentó un gran incremento en número de votos y consiguió tres diputados más que en 1983, en detrimento del PSC-PSOE que perdió dos escaños. Fue investido como Presidente del Gobierno de Cantabria Juan Hormaechea Cazón (independiente en las listas de AP). En 1988 el PRC perdió uno de sus diputados, Esteban Solana Lavín, que pasó al Grupo Mixto al crear el Partido Nacionalista Cántabro. En diciembre del año 1990 una moción de censura avalada por PP, PSC-PSOE, PRC y CDS, desalojó del cargo a Juan Hormaechea Cazón, siendo sustituido por el socialista Jaime Blanco García (PSC-PSOE).

### Elecciones autonómicas de 1991
| Elecciones de 1991                           |         |       |         |      |
| Partido                                      | Votos   | %     | Escaños | Dif. |
| Partido Socialista Obrero Español (PSC-PSOE) | 102 553 | 36,08 | 16      | +3   |
| Unión para el Progreso de Cantabria (UPCA)   | 99 289  | 34,93 | 15      | -    |
| Partido Popular (PP)                         | 42 499  | 14,85 | 6       | -13  |
| Partido Regionalista de Cantabria (PRC)      | 19 064  | 6,70  | 2       | -3   |

Se celebraron el 26 de mayo de 1991. Las elecciones regionales de 1991 dieron la primera victoria al PSC-PSOE en unos comicios autonómicos. La división de la coalición de centro-derecha que asistió a anteriores elecciones perjudicó gravemente al PP. La UPCA de Juan Hormaechea Cazón obtuvo unos buenos resultados. A pesar de la mayoría simple del PSC-PSOE, Juan Hormaechea Cazón repitió como Presidente del Gobierno de Cantabria al contar con el apoyo del Partido Popular.

### Elecciones autonómicas de 1995
| Elecciones de 1995                           |         |       |         |      |
| Partido                                      | Votos   | %     | Escaños | Dif. |
| Partido Popular (PP)                         | 103 632 | 33,60 | 13      | +7   |
| Partido Socialista Obrero Español (PSC-PSOE) | 80 379  | 26,06 | 10      | -6   |
| Unión para el Progreso de Cantabria (UPCA)   | 53 065  | 17,20 | 7       | -8   |
| Partido Regionalista de Cantabria (PRC)      | 46 527  | 15,08 | 6       | +4   |
| Izquierda Unida (IU)                         | 23 533  | 7,63  | 3       | +3   |

Se celebraron el 28 de mayo de 1995. El PP consiguió la mayoría simple en estos comicios. Juan Hormaechea Cazón (UPCA) fue obligado a retirarse por una decisión judicial tomada el día antes de las elecciones. Juan Hormaechea estuvo involucrado en varios procesos judiciales, y el Tribunal consideró probada su participación en hechos como mandar la fabricación de los carteles que anunciaban las obras financiadas por la comunidad autónoma a la empresa de un amigo, denominada Oyprocansa, sin publicidad, justificación ni consulta previa a otros empresarios, y por encargar con otras irregularidades un estudio sobre la situación socioeconómica de los ayuntamientos de la región.
Izquierda Unida consiguió representación parlamentaria en estas elecciones autonómicas con tres escaños. El PRC sumó cuatro escaños más, sin embargo el PSC-PSOE perdió seis. De esta manera, fue investido Presidente José Joaquín Martínez Sieso (PP) con el apoyo del Partido Regionalista de Cantabria. Sin embargo, la suma de los diputados de ambos partidos no otorgó la mayoría absoluta al conjunto, por lo que hicieron falta acuerdos puntuales para la aprobación de algunas leyes.

### Elecciones autonómicas de 1999
| Elecciones de 1999                           |         |       |         |      |
| Partido                                      | Votos   | %     | Escaños | Dif. |
| Partido Popular (PP)                         | 134 924 | 41,50 | 19      | +6   |
| Partido Socialista Obrero Español (PSC-PSOE) | 105 004 | 33,08 | 14      | +4   |
| Partido Regionalista de Cantabria (PRC)      | 42 896  | 13,51 | 6       | =    |

Se celebraron el 13 de junio de 1999. En esta legislatura se repitió el mismo pacto entre PRC y PP. José Joaquín Martínez Sieso volvió a ser proclamado Presidente del Gobierno de Cantabria con el apoyo de los regionalistas.

### Elecciones autonómicas de 2003
| Elecciones de 2003                           |         |       |         |      |
| Partido                                      | Votos   | %     | Escaños | Dif. |
| Partido Popular (PP)                         | 146 796 | 43,99 | 18      | -1   |
| Partido Socialista Obrero Español (PSC-PSOE) | 103 608 | 30,62 | 13      | -1   |
| Partido Regionalista de Cantabria (PRC)      | 66 480  | 19,65 | 8       | +2   |

Estas elecciones autonómicas se celebraron el 25 de mayo de 2003. El PRC fue el único partido con representación parlamentaria que incrementó su número de escaños en estos comicios. PP y PSC-PSOE perdieron ambos un escaño. En esta ocasión, no se revalidó el pacto entre PP y PRC, en su lugar se sucede un acuerdo entre socialistas y regionalistas. De este modo, el PRC y el PSC-PSOE formaron gobierno en esta legislatura, y Miguel Ángel Revilla (PRC) fue elegido presidente de Cantabria, mientras que Dolores Gorostiaga, la secretaria general del PSC-PSOE, fue nombrada vicepresidenta. El acuerdo se saldó con seis consejerías para los socialistas y cuatro para los regionalistas.

### Elecciones autonómicas de 2007
| Elecciones de 2007                           |         |       |         |      |
| Partido                                      | Votos   | %     | Escaños | Dif. |
| Partido Popular (PP)                         | 143 610 | 41,62 | 17      | -1   |
| Partido Regionalista de Cantabria (PRC)      | 99 159  | 28,87 | 12      | +4   |
| Partido Socialista Obrero Español (PSC-PSOE) | 84 982  | 24,33 | 10      | -3   |

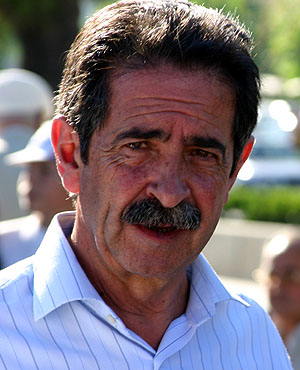
Miguel Ángel Revilla, Presidente del Gobierno de Cantabria.

Estas elecciones autonómicas se celebraron el 27 de mayo de 2007. De nuevo, fue sólo el Partido Regionalista de Cantabria el que vio incrementado su número de escaños. En esta legislatura se revalidó el pacto entre socialistas y regionalistas, de manera que Miguel Ángel Revilla (PRC) volvió a ser investido presidente de Cantabria. Ambos partidos se repartieron las consejerías de la misma forma que en la anterior legislatura, y Dolores Gorostiaga volvió a ser nombrada vicepresidenta.

### Elecciones autonómicas de 2011
| Elecciones de 2011                           |         |    |         |      |
| Partido                                      | Votos   | %  | Escaños | Dif. |
| Partido Popular (PP)                         | 156 199 | 46 | 20      | +3   |
| Partido Regionalista de Cantabria (PRC)      | 98 731  | 29 | 12      | =    |
| Partido Socialista Obrero Español (PSC-PSOE) | 55 220  | 16 | 7       | -3   |

Estas elecciones autonómicas se celebraron el 22 de mayo de 2011. El Partido Popular alcanzó los 20 diputados que otorgan la mayoría absoluta, de forma que Juan Ignacio Diego Palacios (PP) fue investido presidente de Cantabria. El Partido Regionalista de Cantabria calcó los resultados de los anteriores comicios, mientras que el Partido Socialista de Cantabria continuó su tendencia descendente perdiendo tres escaños. Se dio la circunstancia de que Izquierda Social y Ecologista obtuvo un diputado merced al sistema de atribución de escaños, pero el artículo 17.3 de la Ley de elecciones al Parlamento de Cantabria establece un mínimo del 5 % de los votos válidos en la circunscripción para acceder al parlamento, por lo que quedó fuera y el escaño pasó al Partido Popular otorgándole la mayoría.

### Elecciones autonómicas de 2015
| Elecciones de 2015                           |         |       |         |      |
| Partido                                      | Votos   | %     | Escaños | Dif. |
| Partido Popular (PP)                         | 104 438 | 32,61 | 13      | -7   |
| Partido Regionalista de Cantabria (PRC)      | 96 070  | 30    | 12      | =    |
| Partido Socialista Obrero Español (PSC-PSOE) | 44 855  | 14,01 | 5       | -2   |
| Podemos                                      | 28 272  | 8,83  | 3       | +3   |
| Ciudadanos-Partido de la Ciudadanía (Cs)     | 22 165  | 6,92  | 2       | +2   |

Se celebraron el 24 de mayo de 2015. Al igual que en otras comunidades autónomas, estas elecciones marcaron el inicio de un nuevo marco parlamentario con la irrupción de Podemos y Ciudadanos. Como resultado, el PRC y el PSC-PSOE formaron un gobierno de coalición encabezado por Miguel Ángel Revilla (PRC) como presidente de Cantabria, facilitado por la abstención de Podemos.

### Elecciones autonómicas de 2019
| Elecciones de 2019                           |         |       |         |      |
| Partido                                      | Votos   | %     | Escaños | Dif. |
| Partido Regionalista de Cantabria (PRC)      | 122 679 | 37,64 | 14      | +2   |
| Partido Popular (PP)                         | 78 347  | 24,03 | 9       | -4   |
| Partido Socialista Obrero Español (PSC-PSOE) | 57 383  | 17,60 | 7       | +2   |
| Ciudadanos-Partido de la Ciudadanía (Cs)     | 25 872  | 7,93  | 3       | +1   |
| Vox                                          | 16 496  | 5,06  | 2       | +2   |

Estas elecciones autonómicas se celebraron el 26 de mayo de 2019. El resultado supuso la primera victoria del Partido Regionalista de Cantabria, al que le faltaron 4 escaños para alcanzar la mayoría absoluta. En esta ocasión Vox consiguió entrar por primera vez en el parlamento autonómico, mientras que Podemos perdió todos sus diputados. Tras reeditarse el pacto de gobierno entre el PRC y el PSC-PSOE, Miguel Ángel Revilla (PRC) fue investido por cuarta vez como presidente de Cantabria.

### Resumen de elecciones autonómicas

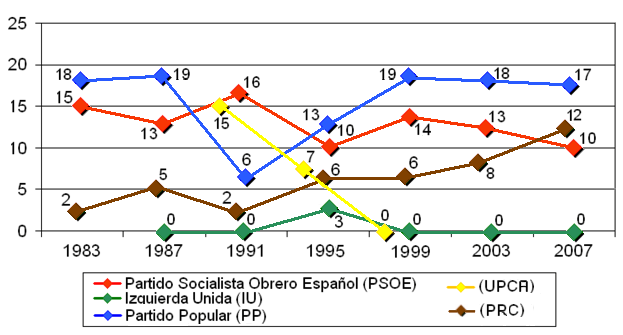
Resumen gráfico de las elecciones autonómicas en Cantabria. Se muestra el número de escaños obtenidos en el Parlamento de Cantabria por cada partido desde 1983 hasta 2007. En los resultados de 1987 no aparece en el gráfico el Centro Democrático Social (CDS), que obtuvo dos escaños en aquellos comicios.

|                                                                  |         | 1983    | 1987    | 1991    | 1995    | 1999    | 2003    | 2007    | 2011    | 2015    | 2019    |
| PP1                                                              | votos   | 123 228 | 122 964 | 42 499  | 103 632 | 134 924 | 146 012 | 141 926 | 156 199 | 104 438 | 78 347  |
| PP1                                                              | escaños | 18      | 19      | 6       | 13      | 19      | 18      | 17      | 20      | 13      | 9       |
| PRC                                                              | votos   | 18 842  | 37 950  | 19 064  | 46 527  | 42 896  | 67 003  | 98 702  | 98 731  | 96 070  | 122 679 |
| PRC                                                              | escaños | 2       | 5       | 2       | 6       | 6       | 8       | 12      | 12      | 12      | 14      |
| PSC-PSOE                                                         | votos   | 107 523 | 87 230  | 102 553 | 80 379  | 105 004 | 102 918 | 83 163  | 55 220  | 44 855  | 57 383  |
| PSC-PSOE                                                         | escaños | 15      | 13      | 16      | 10      | 14      | 13      | 10      | 7       | 5       | 7       |
| Podemos                                                          | votos   | -       | -       | -       | -       | -       | -       | -       | -       | 28 272  | 10 224  |
| Podemos                                                          | escaños | -       | -       | -       | -       | -       | -       | -       | -       | 3       | 0       |
| C's                                                              | votos   | -       | -       | -       | -       | -       | -       | -       | -       | 22 165  | 25 872  |
| C's                                                              | escaños | -       | -       | -       | -       | -       | -       | -       | -       | 2       | 3       |
| Vox                                                              | votos   | -       | -       | -       | -       | -       | -       | -       | -       | -       | 16 496  |
| Vox                                                              | escaños | -       | -       | -       | -       | -       | -       | -       | -       | -       | 2       |
| IU                                                               | votos   | -       | 10 843  | 13 023  | 23 563  | 11 707  | 12 770  | 6437    | 11 224  | 8246    | 6204    |
| IU                                                               | escaños | -       | 0       | 0       | 3       | 0       | 0       | 0       | 0       | 0       | 0       |
| UPCA                                                             | votos   | -       | -       | 99 194  | 53 191  | 9743    | -       | -       | -       | -       | -       |
| UPCA                                                             | escaños | -       | -       | 15      | 7       | 0       | -       | -       | -       | -       | -       |
| CDS                                                              | votos   | 7146    | 19 579  | 7926    | 1267    | 1479    | 660     | -       | -       | -       | -       |
| CDS                                                              | escaños | 0       | 2       | 0       | 0       | 0       | 0       | -       | -       | -       | -       |
| TOTAL                                                            | votos   | 283 197 | 301 306 | 298 348 | 322 654 | 319 947 | 348 377 | 345 096 | 344 545 | 330 868 | 329 137 |
| TOTAL                                                            | escaños | 35      | 39      | 39      | 39      | 39      | 39      | 39      | 39      | 35      | 35      |
| 1 En 1983 y 1987 se presentó como Coalición Popular (AP-PDP-UL). |         |         |         |         |         |         |         |         |         |         |         |

## Elecciones municipales

### Elecciones municipales de 2003
Este mapa muestra los resultados de las elecciones municipales de 2003, con el partido más votado de cada municipio.

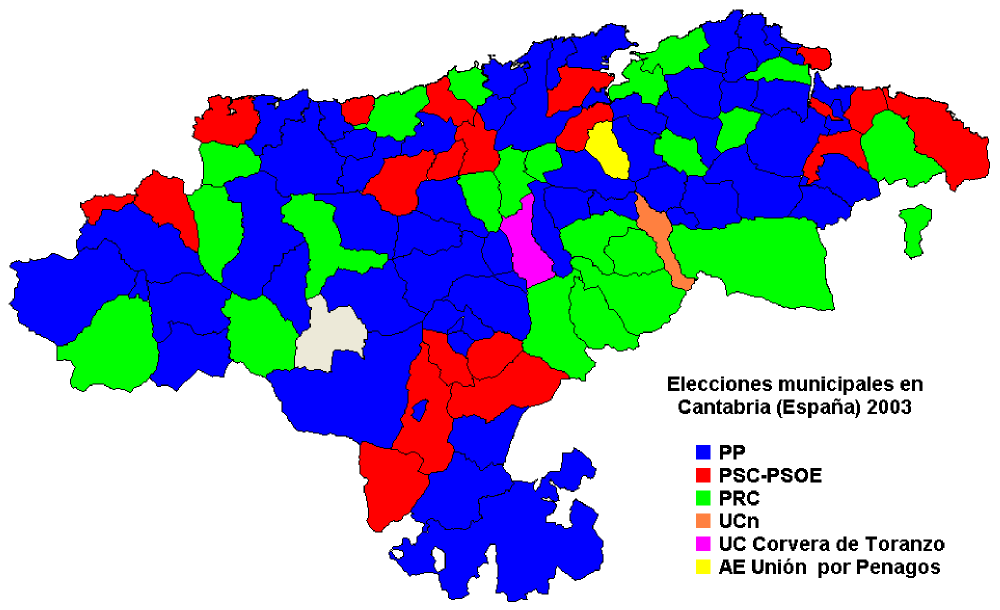
Partidos políticos ganadores de las elecciones municipales de 2003. Nota: Puede que el partido ganador no gobernase el ayuntamiento. El espacio coloreado de gris corresponde a la mancomunidad Campoo-Cabuérniga que es una unidad administrativa sin población, gestionada de forma mancomunada por cuatro municipios.

### Elecciones municipales de 2007
Este mapa muestra los resultados de las elecciones municipales de 2007, con el partido más votado de cada municipio.

Partidos políticos ganadores de las elecciones municipales de 2007. Nota: Puede que el partido ganador no esté gobernando el ayuntamiento (para ver qué partido gobierna en cada municipio véase el mapa de abajo). El espacio coloreado de gris corresponde a la mancomunidad Campoo-Cabuérniga que es una unidad administrativa sin población, gestionada de forma mancomunada por cuatro municipios.

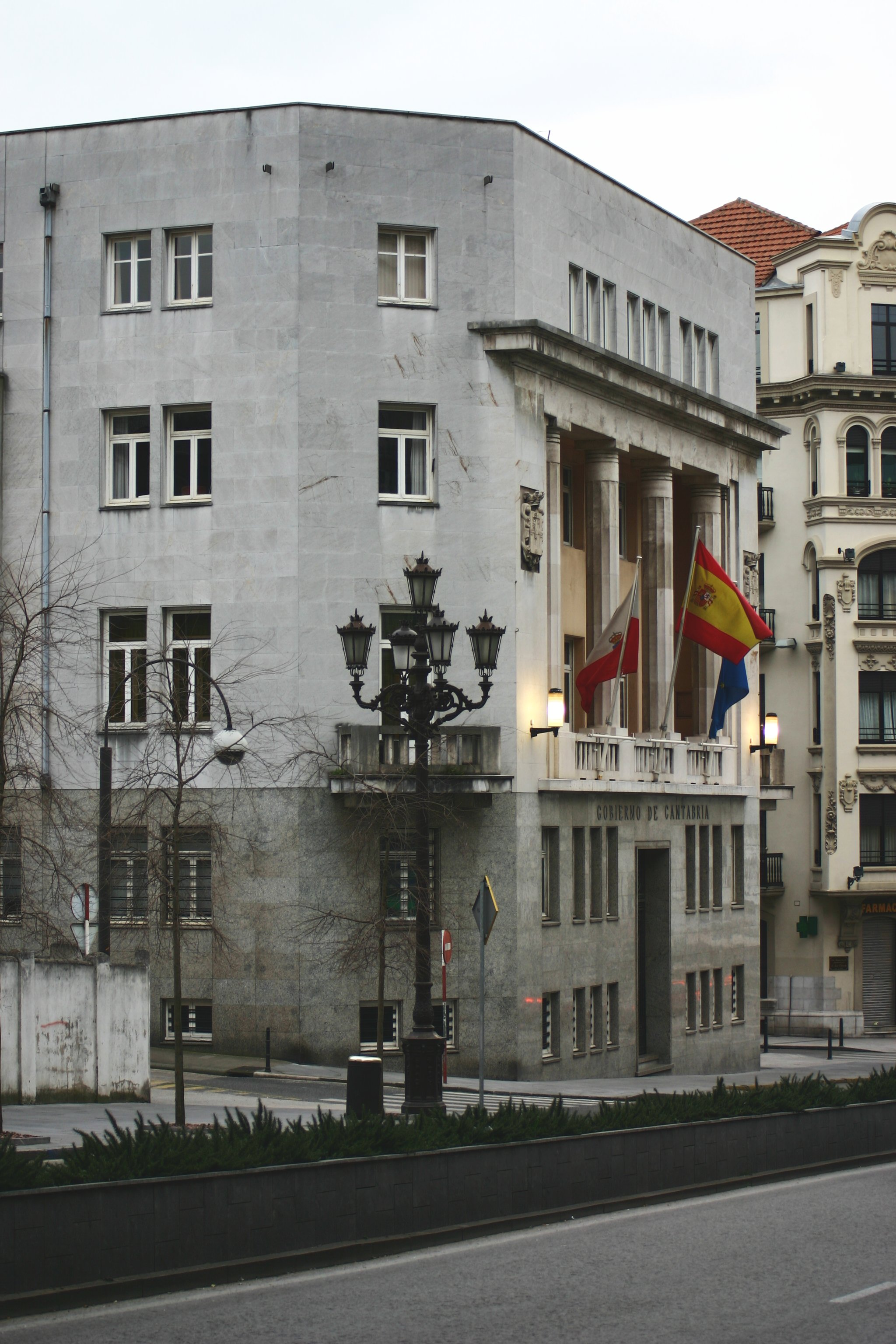
Anterior ubicación del Gobierno de Cantabria.

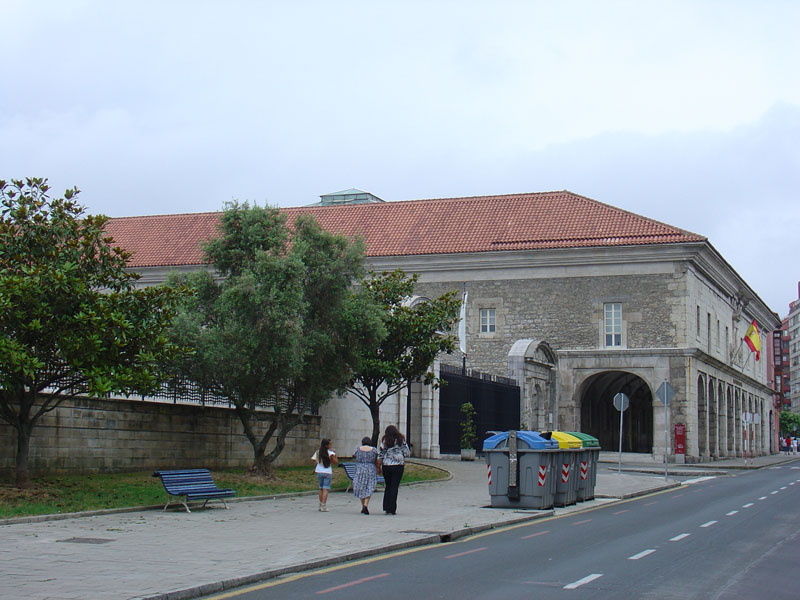
El Parlamento de Cantabria, ubicado en la Calle Alta de Santander.

Tras las elecciones municipales de 2007 se sucedieron diversos pactos postelectorales entre los principales partidos políticos, que desembocaron en la actual organización de las alcaldías de los 102 municipios.
Los pactos postelectorales dieron 15 alcaldías al PRC, 12 al PSC-PSOE y 6 al PP. El acuerdo entre socialistas y regionalistas para favorecer la investidura del candidato más votado de ambos partidos arrebató al PP la alcaldía de 13 municipios en los que era la lista más votada. Este pacto entre PRC y PSC-PSOE se incumplió en los municipios de Castro-Urdiales, Voto, Liendo y Ruiloba, por parte de los regionalistas.
En Castro-Urdiales la lista más votada fue la del PSC-PSOE, pero el cabeza de lista del PRC se votó a sí mismo, en vez de apoyar a la candidata socialista, María Jesús Esteban, y cumplir así el pacto entre ambos partidos. De esta forma, Fernando Muguruza Galán salió investido como alcalde de Castro-Urdiales en coalición con el PP y el Axc. Seguidamente el PRC le expulsó del partido, no incluyendo Castro-Urdiales en la lista de esas 13 alcaldías que consiguió en función del pacto con los socialistas.
En Liendo, el PRC incumplió el pacto, y Elisa Mª Gotia Albo (PP) salió proclamada como alcalde del municipio con el apoyo del PRC, siendo el candidato socialista Pedro Salvarrey Quintana el más votado. Sin embargo, Pedro Salvarrey acabó siendo el alcalde de Liendo, tras la ausencia de un concejal del Partido Popular, en la sesión en la que sería investido el alcalde del municipio.
En Voto y en Ruiloba, el PSC-PSOE fue la lista más votada, pero no se siguió el pacto, de forma que fue nombrado José Luis Trueba de la Vega (PRC) como alcalde de Voto con el apoyo del PP, siendo repetida esta misma operación en el municipio de Ruiloba, donde Martín Remón Jaúregui (PRC) se hizo con la alcaldía con el apoyo del PP. De esta manera, el PP ostenta durante la octava legislatura 43 alcaldías, 37 de ellas con mayoría absoluta (la misma cifra que hasta ahora). El PRC 35, 20 de ellas con mayoría absoluta (dos más que en los anteriores comicios). Y el Partido Socialista de Cantabria 19, siete de ellas con mayoría absoluta (cuatro menos que en las elecciones municipales del año 2003).
El siguiente mapa muestra qué partido gobierna en cada uno de los 102 municipios que tiene Cantabria, tras los sucesivos pactos postelectorales entre los principales partidos Partido Popular, Partido Socialista de Cantabria y Partido Regionalista de Cantabria.

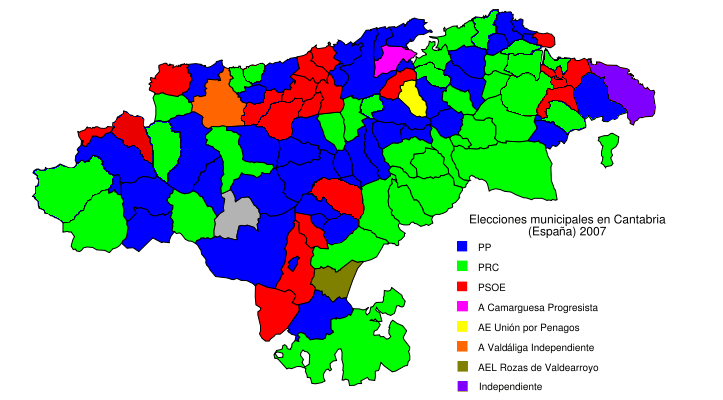
Partidos políticos que gobiernan en cada municipio tras los sucesivos pactos postelectorales de los comicios de 2007. Nota: El espacio coloreado de gris corresponde a la mancomunidad Campoo-Cabuérniga que es una unidad administrativa sin población, gestionada de forma mancomunada por cuatro municipios.

### Elecciones municipales de 2011
Este mapa muestra los resultados de las elecciones municipales de 2011, con el partido más votado de cada municipio.

Partidos políticos más votados en las elecciones municipales de 2011 en Cantabria.

### Resumen de elecciones municipales
|                                                           |            | 1987    | 1991    | 1995    | 1999    | 2003    | 2007    | 2011    |
| PP1                                                       | votos      | 106 583 | 57 901  | 107 823 | 123 429 | 133 907 | 139 555 | 152 423 |
| PP1                                                       | concejales | 416     | 227     | 372     | 447     | 424     | 429     | 478     |
| PSC-PSOE                                                  | votos      | 95 171  | 103 873 | 89 772  | 99 135  | 102 973 | 92 425  | 70 882  |
| PSC-PSOE                                                  | concejales | 290     | 349     | 282     | 267     | 256     | 245     | 196     |
| PRC                                                       | votos      | 28 227  | 18 966  | 33 221  | 49 898  | 66 592  | 73 783  | 70 634  |
| PRC                                                       | concejales | 100     | 69      | 88      | 217     | 276     | 302     | 319     |
| IU                                                        | votos      | 12 609  | 13 789  | 23 302  | 11 674  | 13 714  | 5644    | 10 890  |
| IU                                                        | concejales | 19      | 16      | 27      | 14      | 15      | 8       | 10      |
| CDS                                                       | votos      | 25 591  | 10 661  | 1126    | 1832    | 747     | -       | -       |
| CDS                                                       | concejales | 69      | 30      | 0       | 2       | 0       | -       | -       |
| UPCA                                                      | votos      | -       | 71 683  | 41 628  | 9179    | -       | -       | -       |
| UPCA                                                      | concejales | -       | 285     | 170     | 29      | -       | -       | -       |
| UCn                                                       | votos      | -       | -       | -       | -       | 8226    | 460     | -       |
| UCn                                                       | concejales | -       | -       | -       | -       | 15      | 1       | -       |
| TOTAL                                                     | votos      | 298 552 | 294 365 | 312 772 | 307 522 | 336 708 | 347 360 | 346 383 |
| 1 En 1987 se presentó como Coalición Popular (AP-PDP-UL). |            |         |         |         |         |         |         |         |

Esta tabla resume los datos de todas las elecciones municipales celebradas en la comunidad autónoma de Cantabria desde el año 1987 hasta la actualidad. A destacar, como la irrupción del UPCA de Juan Hormaechea Cazón dañó gravemente los resultados del PP en 1991. Tras esta irrupción, el PP ha sido el partido más votado, manteniendo el mayor número de concejales en todos los comicios.
El PSC-PSOE obtuvo sus peores resultados en cuanto a número de votos en el año 1995, pero en cuanto a número de concejales en 2007. Si bien el pacto con los regionalistas le ha mantenido en el Gobierno de Cantabria desde el año 2003.
IU como tal se presentó a las elecciones a partir de 1986, ya que antes de esa fecha se presentaba únicamente el PCE. El máximo obtenido por IU ha sido de 27 concejales en el año 1995, en el que también consiguió representación parlamentaria (3 escaños).
Cabe mencionar el progresivo crecimiento del Partido Regionalista de Cantabria, llegando a ser la segunda fuerza política en el Parlamento de Cantabria tras las elecciones de 2007, superando al PSC-PSOE por dos escaños. Sólo vio disminuidos sus resultados en las elecciones de 1991. A partir de 1999 ha sido el partido que más ha crecido en número de votos (creciendo en gran cuantía de 1991 a 1995, y de 1999 a 2003).

## Elecciones al Parlamento Europeo
|                                                           |       | 1987  | 1989    | 1994    | 1999    | 2004    | 2009    |         |
| PP1                                                       | votos | -     | 77 056  | 130 872 | 170 152 | 129 811 | 125 691 |         |
| PP1                                                       | PSOE  | votos | 107 541 | 97 044  | 85 052  | 107 218 | 104 564 | 98 907  |
| PRC                                                       | PSOE  | votos | 14 553  | -       | -       | -       | -       | -       |
| PRC                                                       | IU    | votos | 9946    | 10 074  | 32 392  | 15 660  | 6291    | 4938    |
| CDS                                                       | IU    | votos | 29 477  | 16 847  | -       | -       | -       |         |
| CDS                                                       | UPCA  | votos | -       | 71 683  | 41 628  | 9179    | -       | -       |
| UCn                                                       | UPCA  | votos | -       | -       | -       | -       | 8226    | 460     |
| UCn                                                       | TOTAL | votos | 298 552 | 294 365 | 312 772 | 307 522 | 336 708 | 347 360 |
| 1 En 1987 se presentó como Coalición Popular (AP-PDP-UL). |       |       |         |         |         |         |         |         |